# Jonas Hofmann
Jonas Hofmann (Heidelberg, 14 de julho de 1992) é um futebolista profissional alemão que atua como meio-campista. Atualmente joga no Bayer Leverkusen.

## Carreira
Jonas Hofmann começou a carreira no Hoffenheim.

## Títulos
Bayer Leverkusen
- Bundesliga: 2023–24
- Copa da Alemanha: 2023–24
- Supercopa da Alemanha: 2024